# Smith & Wesson No 3

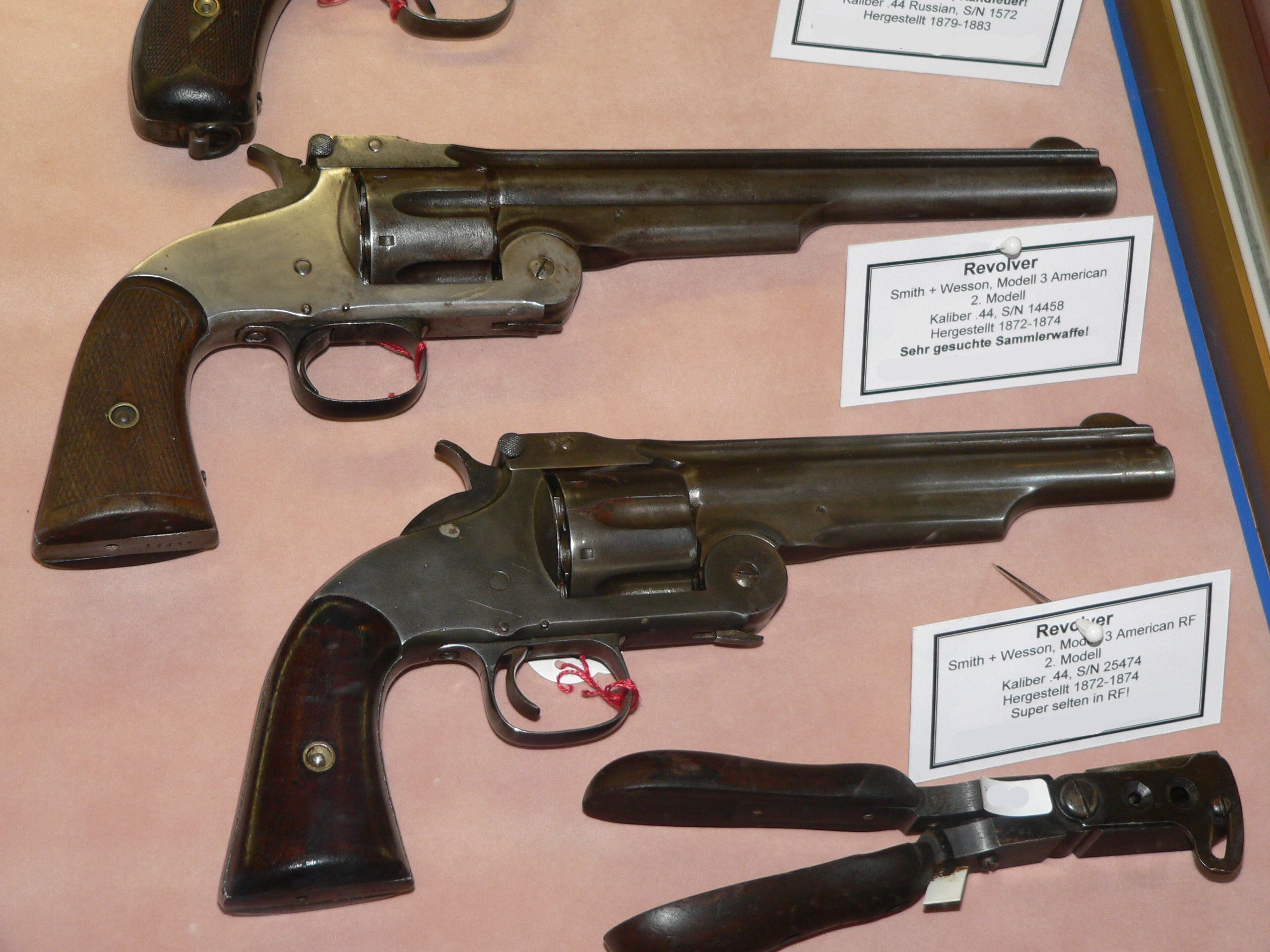
Smith & Wesson No 3 First Model American

Der Smith & Wesson Model No 3 war der erste Revolver mit einem abkippbaren Lauf und einem mechanischen Auswurf der abgeschossenen Hülsen. Er war auch der erste großkalibrige Revolver, der ab Mai 1870 von der Firma Smith & Wesson serienmäßig hergestellt wurde. Er ersetzte die ersten von der Firma hergestellten Patronenrevolver mit aufklappbarem Lauf und loser Trommel, den Smith & Wesson No 1 und seine Nachfolger.

## Geschichte
Zwischen 1856 und 1872 hatte Smith & Wesson aufgrund eines Vertrages mit Rollin White eine Exklusivlizenz zur Herstellung von Revolvern mit durchbohrter Trommel. Wegen dieser Lizenz durften Colt und Remington solche Patronenrevolver nicht produzieren. Colt versuchte es mit dem Umbau zum Colt Thuer Revolver, bei dem die Patronen von vorne in die hinten geschlossene Trommel eingepresst wurden, die Firma Remington erwarb eine Lizenz bei S&W zur Herstellung von Hinterladungs-Umbausätzen für ihre Perkussionsrevolver.
Durch die Einführung des ab 1856 produzierten Smith & Wesson No 1 und seines Nachfolgers, des Smith & Wesson No. 2 Army, im Kaliber .32 mit aufklappbarem Lauf und der Verwendung von Randfeuerpatronen war Smith & Wesson der erste Produzent von Patronenrevolvern in den USA. Das System dieser kleinkalibrigen Revolver mit aufklappbarem Lauf, bei denen die Trommel zum Entfernen der abgeschossenen Hülsen und zum Nachladen abgenommen werden musste, war für Berittene jedoch nicht geeignet. Die Firma stellte deshalb 1865 einen Revolver mit einem starren Rahmen im Kaliber .44 Henry her.
Der nächste Schritt war die Entwicklung eines Revolvers, bei dem Lauf und Trommel zum Nachladen in einer Einheit abgkippt werden konnten, wobei gleichzeitig die abgeschossenen Hülsen ausgeworfen wurden.
Um die Konkurrenz auszuschalten, erwarb Smith & Wesson die bereits existierenden Patente eines Systems zum Abkippen von Lauf und Trommel (Pat. Abraham J. Gibson, 10. Juli 1860), eines Hülsenauswurfsystems (Pat. W. C. Dodge, 17. und 24. Jan. 1865) und eines Systems zur Rotation der Trommel (Pat. Louis Rodier, 11. Juli 1865) und beantragte Patentschutz in den USA und im Vereinigten Königreich für ihren neu entwickelten Revolver. London erteilte das Patent im April 1869. Das US-Patent vom 24. August 1869 ging an Charles A. King, Betriebsleiter bei S & W und maßgeblicher Entwickler des No.-3-Revolvers.
Für die Firma war die Bezeichnung S & W Revolver Model No. 3 nicht die Modellbezeichnung, sondern die interne Bezeichnung der großkalibrigen Rahmen. Auf dem Markt entstand daraus die Bezeichnung der ganzen Modellreihe der großkalibrigen „Single Action“-Kipplaufrevolver, die bis am Anfang des 20. Jahrhunderts hergestellt wurden.

## Funktionsmerkmale

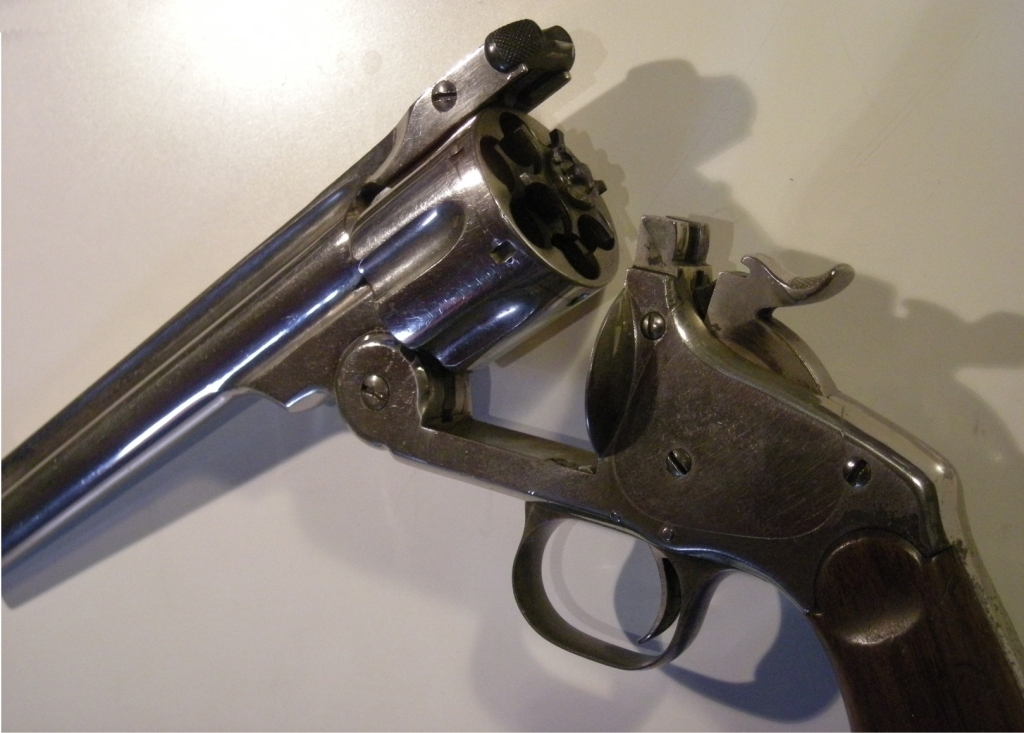
Smith & Wesson No. 3, geöffnet zum Nachladen

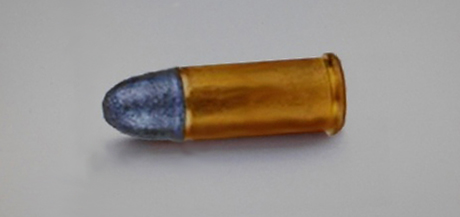
.44 S&W American-Patrone

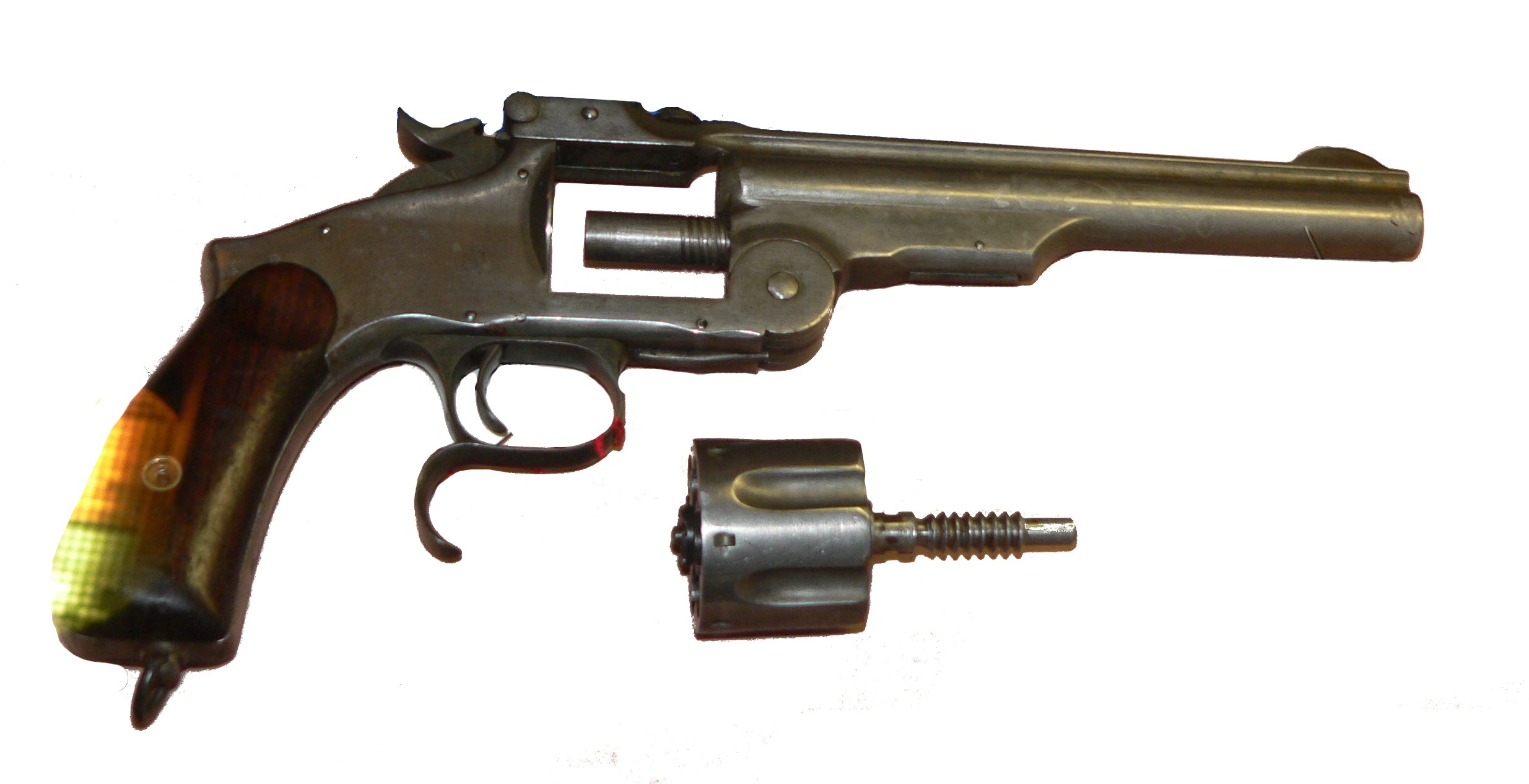
Smith & Wesson No. 3 (Russian), vorne an der Trommel die Welle mit der Rückholfeder für den Hülsenauswerfer

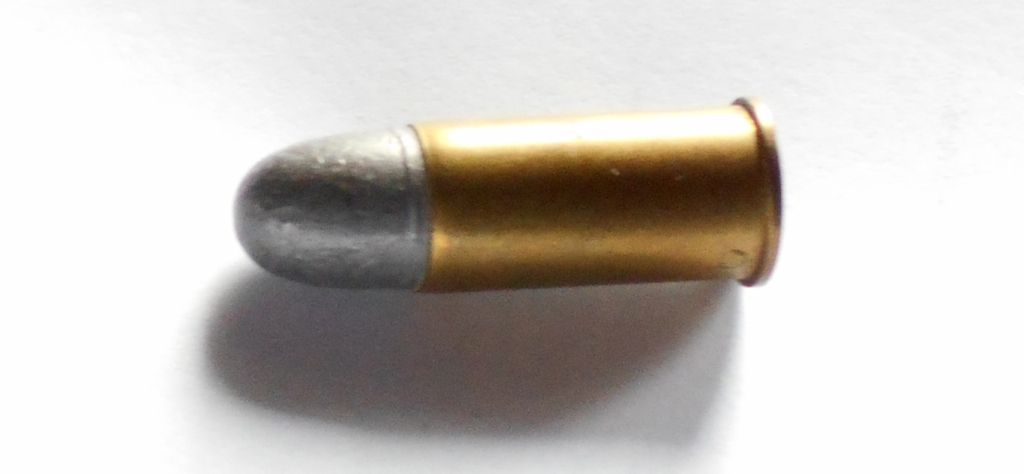
.44 Russian-Patrone

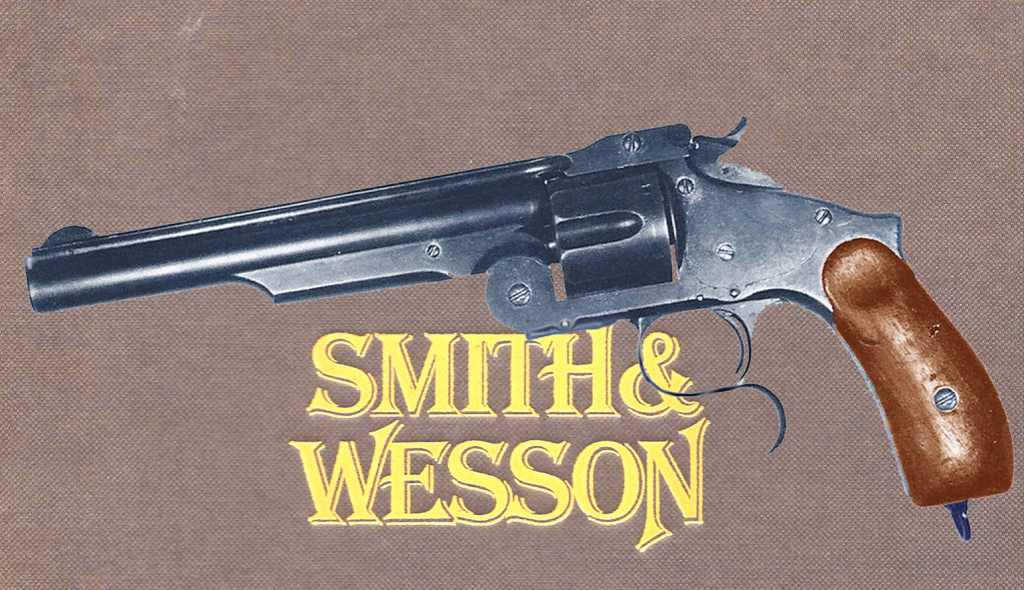
Smith & Wesson Russian Model No. 3

Das Modell No 3 wurde ausschließlich als Single-Action-Revolver hergestellt. Die Trommel fasste sechs Schuss. Das System konnte samt Trommel durch abheben der Verriegelung oberhalb des Hahns geöffnet werden. Wurde der Lauf um mehr als 90 Grad nach vorne abgekippt, so trieb eine Mechanik einen sternförmigen Hülsenauszieher in der Mitte der Trommel heraus, die leeren Hülsen wurden am Hülsenrand herausgezogen. Wurde der Lauf wieder in einen Winkel von etwa 45 Grad zurückgenommen, ging der Auszieher wieder in seine Ausgangsposition zurück, die Trommel konnte beladen werden. Man klappte die Laufpartie wieder zu und die Waffe war feuerbereit.
Die Mechanik mit Abkipplauf wurde später von vielen anderen Waffenproduzenten übernommen und bis in das 20. Jahrhundert hinein verwendet (z. B. Webley und Enfield aus Großbritannien).
Ab 1880 stellte Smith & Wesson zudem diverse Smith & Wesson Double Action Kipplauf-Revolver in diversen Kalibern her. Um die Jahrhundertwende wurden diese durch die heute noch hergestellten „S&W Hand Ejector Modelle“ mit ausschwenkbarer Trommel abgelöst.

## Die wichtigsten Modelle

### American Model
Die ersten Revolver im Kaliber .44 Henry wurden im Mai 1870 fertig und den verantwortlichen Stellen der United States Army zur Prüfung zugesandt. Diese stellten die Überlegenheit der Waffe über alle bislang geprüften Revolver fest, empfahlen aber die Änderung von Randfeuer auf Zentralfeuerpatronen. Ende 1870 bestellte die Armee 1000 dieser S&W Model No. 3 First Model Single Action Revolver mit einer Lauflänge von 8 Zoll, im Kaliber .44 S&W American (andere Bezeichnung .44/100).
Vom S&W No 3 First Model wurden insgesamt etwa 8.000 Stück hergestellt, einige wenige auch für die .44 Henry-Randfeuerpatrone. Diese bis Seriennummer 38.000 hergestellten Waffen wurden laufend verbessert und wurden neben dem Colt Peacemaker zu den meistgekauften Revolvern des Wilden Westens. Viele Gesetzeshüter, aber auch Cowboys und Revolverhelden griffen auf dieses Modell zurück. Mit den später für die .44 Russian-Patrone hergestellten Waffen wurden rund 120.000 Stück des S&W Model No. 3 produziert.
Man kann deshalb diese Waffen mit dem weitaus besser bekannten Colt Peacemaker gleichstellen, (von diesem wurden bis 1940 rund 350.000 Stück produziert). Somit beansprucht auch der Smith & Wesson No 3 das Prädikat: „Die Waffe, die den Westen eroberte“ (The gun that won the West) für sich.

### Russian Model
Ein Exemplar des American Model Revolvers im Kaliber .44 S&W American ging auch an den russischen Militärattaché, Alexander Gorlow. Russland zeigte Interesse und bestellte im Laufe der Zeit eine große Anzahl dieser Revolver für eine etwas abgeänderte Munition, die .44 Russian. Wie die .44 S&W American war sie eine Zentralfeuerpatrone, der etwas größere Hülsendurchmesser bedingte jedoch eine abgesetzte Trommelbohrung. Die mehr als 130.000 nach Russland gelieferten Waffen trugen kyrillische Laufbeschriftungen. Sie wurden in verschiedenen Varianten hergestellt, der Abzugsbügel erhielt später einen zusätzlichen Haken und auch die Form des Griffes wurde geändert. Interessant ist, dass eine späte Version des S&W Russian Model in der deutschen Firma Ludwig Loewe & Co. in Berlin mit einer Stückzahl von etwa 70.000 hergestellt und nach Russland geliefert worden ist. Ab 1884 bis 1893 erfolgte dann die Produktion in Russland selbst in der Waffenfabrik Tula.
Das Geschäft mit Russland etablierte Smith & Wesson als ein internationales Unternehmen und der Erfolg blieb auch in Amerika nicht aus. Der S&W No. 3 Russian Model und seine Nachfolger, auch als Double-Action-Modell, wurden bis ins zwanzigste Jahrhundert in großer Zahl hergestellt und erst durch die S&W-Hand-Ejector-Modelle mit Ausschwenktrommel abgelöst.

### Schofield Model

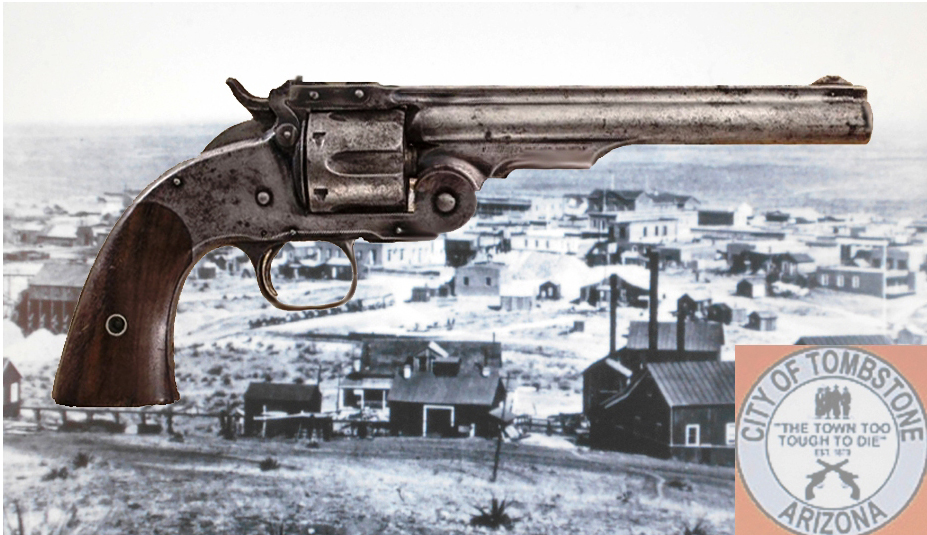
S&W Schofield

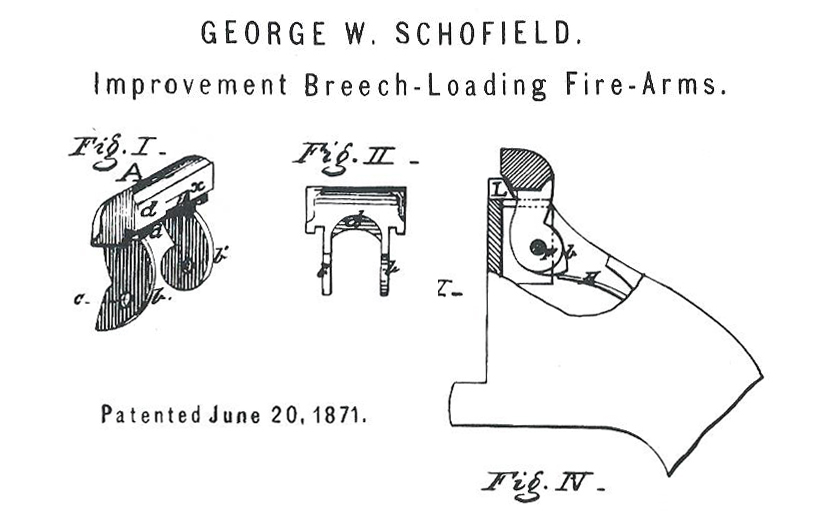
Auszug aus der Schofield Patentschrift

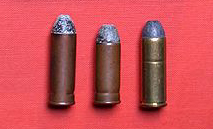
Colt .45 links eine Patrone 1873/74, Mitte ab 1875 gekürzt für den S&W Schofield, rechts moderne Patrone

Dieses Modell ist eine von Major George W. Schofield, dem Bruder von General John M. Schofield, für die US-Kavallerie vorgeschlagene Weiterentwicklung des S & W Model No. 3. Die hauptsächliche Änderung liegt an der Laufverriegelung, die am Rahmen anstatt am Lauf befestigt ist.
Am 8. September 1874 unterzeichneten Smith & Wesson und die US-Armee einen ersten Vertrag für die Lieferung von 3.000 dieser Revolver. Insgesamt kaufte die US-Kavallerie rund 7.000 Stk. der ersten und zweiten, verbesserten Variante. Da die Trommel der Schofield-Revolver für die Ordonnanzpatrone .45 Long Colt zu kurz war, traten Logistikprobleme auf. Ab 1875 wurde deshalb eine kürzere und schwächere Einheitspatrone ausgegeben. Von der Truppe wurde auch bemängelt, dass der Revolver beim Nachladen, besonders zu Pferde, sämtliche Patronen auswarf, ob verschossen oder nicht. Beim Colt konnten die leeren Hülsen einzeln ausgestoßen werden. Das war wichtig, da ein Soldat nur mit 18 Revolverpatronen und 50 Gewehrpatronen ausgestattet war. Aus diesen Gründen wurde der Schofield ausgemustert und bereits 1880 in den zivilen Markt verkauft oder an National-Guard-Einheiten abgegeben. Ein wichtiger Abnehmer war die Wells Fargo Express Company, die diese Revolver mit auf 5 Zoll gekürzten Läufen für ihre Agenten erwarb. Diese mit -W.F.&Co's Ex- markierten Schofields sind heute gesuchte Sammlerstücke.

### Smith & Wesson No. 3 New Model

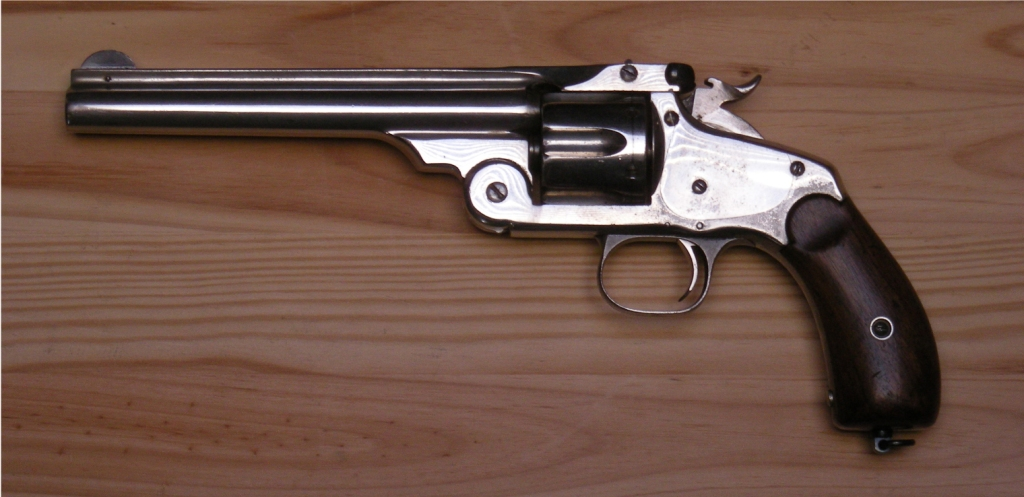
Smith & Wesson No. 3, New Model hergestellt ab 1877 im Kaliber .44 Russian

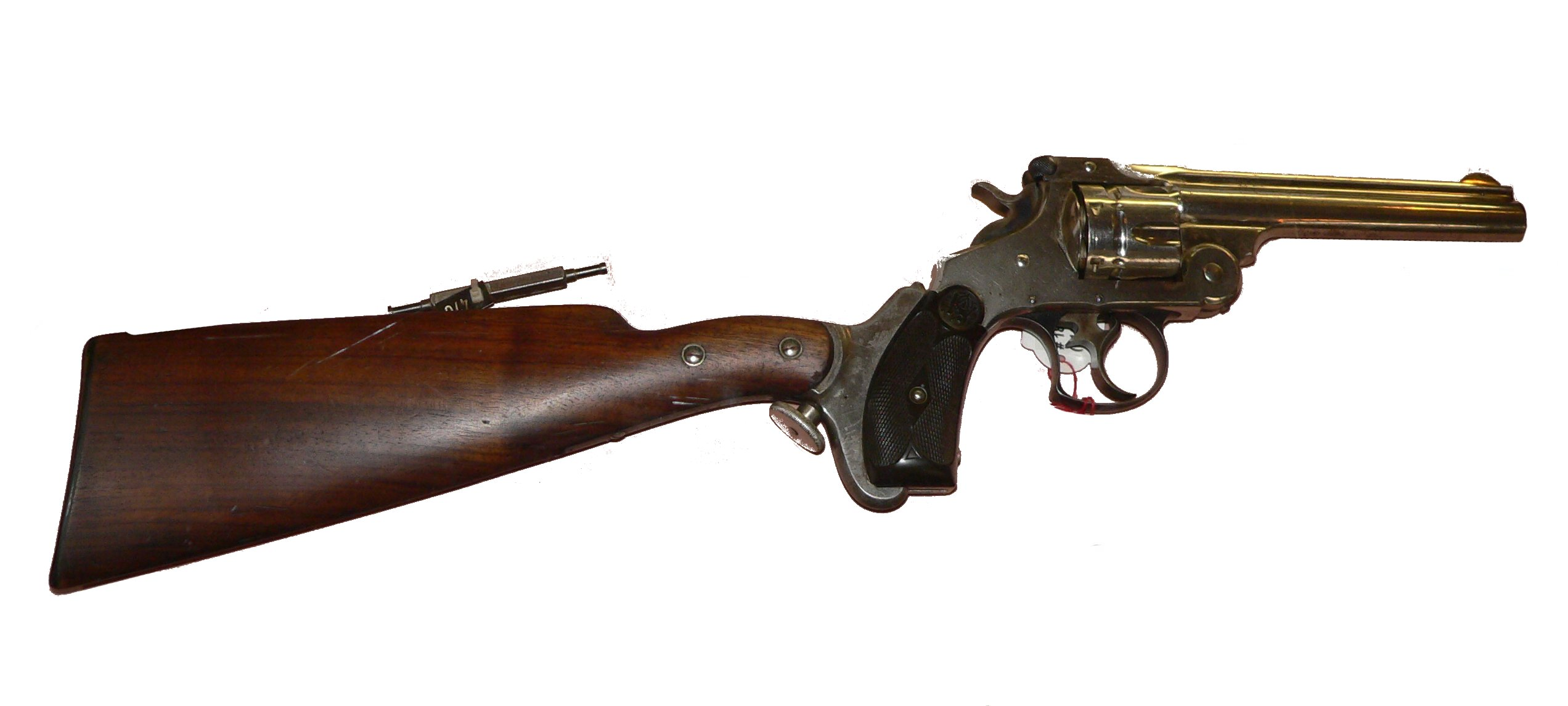
Smith & Wesson .44 Double Action Revolver mit abnehmbaren Kolben

Als die Verkäufe an die russische Armee zurückgingen, wurde das Model No. 3 durch I. H. Bullard, Ingenieur bei Smith & Wesson weiterentwickelt. Der Ausstoßmechanismus wurde vereinfacht, die Trommelarretierung verbessert und die Form der Griffe angepasst. Die Produktion des New Model No. 3 begann 1878. Anfangs wurde es für den zivilen amerikanischen Markt hauptsächlich im Kaliber .44 Russian hergestellt. Eine große Anzahl dieser Revolver im gleichen Kaliber ging an die japanische Marine, die amerikanische „Coast Guard“, nach Australien und Argentinien. Ab 1879 wurden 5.000 Revolver im Kaliber .44 Henry an die Türkei verkauft.
Ab 1879 wurde zudem auf dem gleichen Rahmen ein Revolvergewehr im Kaliber .320 mit Lauflängen von 16, 18 und 20 Zoll hergestellt. Diese Gewehre wurden mit einem abnehmbaren Kolben geliefert.
Um eine Waffe im Angebot zu haben, die wie der ab 1878 angebotene „COLT FRONTIER SIX SHOOTER“ die für Revolver und Gewehre verwendbare .44-40 WCF- und .38-40 WCF-Patrone verschießt, brachte Smith & Wesson im Jahr 1885 das New Model Frontier in den gleichen Kalibern auf den Markt. Da die Patrone länger ist als die Trommel der bis dahin produzierten S-&-W-No.-3-Modelle, mussten Rahmen und Trommel verlängert werden.

### Smith & Wesson No. 3 Target Model
Im Jahr 1887 wurde im Kaliber .32-44 und .36-44 das Target-Modell eingeführt. Target bezeichnet eine spezielle Entwicklung für das Scheibenschießen. Dieses Modell war der erste S & W Revolver am Markt mit einer verstellbaren Visiereinrichtung (im Gegensatz zu allen Standard-Revolvern, die ein starres Visier haben).